# Bandeira de Fortaleza
A Bandeira de Fortaleza é um dos símbolos oficiais do município de Fortaleza, estado do Ceará, Brasil.

## História
Foi adotada pela Lei Municipal nº 1316, de 11 de novembro de 1958, proposta pelo então vereador Agamenon Frota Leitão.[carece de fontes?] Embora o brasão tenha sido idealizado por Isaac Correia do Amaral, o desenho da bandeira foi proposto por Isaac Correia do Amaral.

## Descrição

Bandeira de Fortaleza com o brasão antigo

Seu desenho consiste em um retângulo de proporção largura-comprimento de 7:10, composta de um campo branco sobreposto por uma Cruz de Santo André. O azul é igual ao da bandeira nacional, bem como as proporções do pavilhão. No centro, encontra-se o brasão municipal, concebido por Tristão de Alencar Araripe. As medidas seguem a proporção de 20 por 14 módulos. As faixas azuis em diagonais têm largura de dois módulos e meio, formando ângulos retos nas extremidades da bandeira de lado igual a um módulo e oito décimos, aproximadamente. No centro, as dimensões do brasão são de seis módulos e meio de largura máxima e sete módulos de altura máxima.
Em 2013, com o início do mandato do prefeito Roberto Cláudio, a bandeira da cidade recebeu modificações, como a renovação do brasão do município.

## Usos
Os usos, assim como as dimensões, são regidos pela Lei Municipal n° 1.316 de 11 de novembro de 1958. O hasteamento da bandeira é obrigatório durante expediente e feriados no Palácio do Bispo, sede do poder executivo municipal, nos edifícios da Câmara Municipal de Fortaleza, sede do poder legislativo municipal, nas autarquias do município e no tribunal de contas da prefeitura.

### Bandeira da Paz
Em 2004, a Câmara Municipal de Fortaleza, por meio da lei n° 8.868 de 8 de julho de 2004, institui o dia 25 de julho como o dia municipal da cultura e da paz e cria a Bandeira da Paz.